# 柴山桂太
柴山 桂太（しばやま けいた、1974年 - ）は、日本の思想家、経済思想史家、京都大学大学院人間・環境学研究科准教授、雑誌『表現者』編集委員。専門はイギリスを中心とした政治・社会思想史、現代社会論、リスク社会論。

## 経歴
東京都生まれ。父はモデリスタの柴山登光。海城中高を経て、1997年（平成9年）、京都大学経済学部卒業。2002年（平成14年）、京都大学大学院人間・環境学研究科博士後期課程単位取得退学。
同年4月、滋賀大学経済学部講師。2004年（平成16年）、助教授、2007年（平成19年）、准教授。
2015年（平成27年）より京都大学大学院人間・環境学研究科准教授。

## 人物
雑誌『京の発言』の編集委員を務めた。『週刊東洋経済』に書評を寄せることもある。

## TV出演
- NHKスペシャル｜シリーズ日本新生TPP交渉どう攻める どう守る(NHK,2013年4月28日)
- 東京ホンマもん教室(東京MX,2021年10月9日,10月23日, 2025年3月8日)

## 著書

### 単著
- 『静かなる大恐慌』（集英社［集英社新書］、2012年）

### 共著
- （中野剛志）『グローバル恐慌の真相』（集英社［集英社新書］、2011年）
- （西部邁・佐高信 編、田中優子・黒鉄ヒロシ・加藤陽子・中島岳志）『日本および日本人論』（七つ森書館、2012年）
- （中野剛志・ハジュン・チャン・エマニュエル・トッド・堀茂樹・藤井聡）『グローバリズムが世界を滅ぼす』（文藝春秋［文春新書］、2014年）
- （中野剛志）『グローバリズム その先の悲劇に備えよ』（集英社［集英社新書］、2017年）

### 共編著
- （佐伯啓思）『現代社会論のキーワード』（ナカニシヤ出版、2009年）

### 一部執筆書籍
- 『「新しい市場社会」の構想』（佐伯啓思・松原隆一郎編　新世社、2002年）
- 『成長なき時代の「国家」を構想する―経済政策のオルタナティヴ・ヴィジョン』（中野剛志編　ナカニシヤ出版、2010年）
- 『危機の思想』（西部邁・佐伯啓思編　NTT出版、2011年）

### 訳書
- スコット・A・シェーン『〈起業〉という幻想―アメリカン・ドリームの現実』（谷口功一・中野剛志　白水社共訳、2011年）
- ダニ・ロドリック『グローバリゼーション・パラドクス 世界経済の未来を決める三つの道』（大川良文共訳、白水社、2014年）

### 人物
| - 小野善生 - 黒宮一太 - 佐伯啓思 - 施光恒 | - 中島岳志 - 中野剛志 - 西田昌司 - 西部邁 | - 藤井聡 - 森川亮 |

### その他
- 京の発言
- 表現者 (雑誌)
- 表現者塾